# Lacurbs
Genre
Lacurbs est un genre d'opilions laniatores de la famille des Biantidae.

## Distribution
Les espèces de ce genre se rencontrent au Cameroun, en Côte d'Ivoire et à Sao Tomé-et-Principe.

## Liste des espèces
Selon World Catalogue of Opiliones (11/10/2021) :
- Lacurbs nigrimana Roewer, 1912
- Lacurbs spinosa Sørensen, 1896

## Publication originale
- Sørensen, 1896 : « Opiliones Laniatores a cl. Dr. Yngwe Sjöstedt in Kamerun (Africa Centrali) collectos. » Entomologisk Tidskrift, vol. 17, p. 177–202 (texte intégral).